# いわき公園
いわき公園（いわきこうえん）は、福島県いわき市平上高久に位置する福島県立の公園である。

## 概要
いわき市平地区と小名浜地区のほぼ中間に位置するいわきニュータウン内に整備された広さ71.3haの都市公園（広域公園）である。いわき市や近隣市町村からのレクリエーション需要の受け皿、良好な住環境や防災空間の確保を目的に、1972年（昭和47年）から事業計画が始まり、部分開園を経た後、2005年（平成17年）3月25日に全面開園した。園内は7つのゾーンに分けられ、それぞれ特色のある整備をされている。

### 園内施設

#### メインエントランスゾーン
面積は3.7ha。西側中央部に位置する。西側に位置するショッピングセンター、ラ・パークいわきと一体的な利用が計画され、直結する歩道橋が建設された。すり鉢状のフラワーガーデンが整備され、パンジーの花が植えられている。

#### アミューズメントゾーン
面積は6.9ha。多くのモニュメントや滝が整備された、人工的な雰囲気を持つ区画である。管理拠点と位置づけられ、災害用備蓄倉庫、管理棟がある。

#### 遊びのゾーン
面積は11.3ha。最も平市街地よりの北西側に整備された区画で、数多くの大型遊具やアスレチックが並んでいる。いわき市ゆかりのフタバスズキリュウやアンモナイトといった古代生物を模して作られたり、ユニークな名前がつけられた遊具も多い。

#### ピクニックゾーン
面積は6.5ha。園内中心部にすり鉢のように広がる神下（かのり）堤に沿っている区画。園内には菖蒲園や桜並木が整備されている。水辺ではホタルの鑑賞が可能である。

#### スポーツゾーン
面積は11.7ha。県立いわき光洋高校に隣接する園内北東部の区画。広いグラウンドや芝生の斜面が整備されている。現在は高久第八応急仮設住宅が建っている。

#### 林間アドベンチャーゾーン
面積は26.6ha。雑木林を利用した遊歩道が整備され、奥には展望台がある。展望台からは平市街地やいわきフラワーセンターの風車、東京電力広野火力発電所の煙突なども見られる。ここにはリサイクル施設が設けられ、刈り取られた雑草を園内の植栽の肥料にしたり、杉の人工林からいわゆる里山に戻す過程で伐採された樹木を、遊歩道の床チップに加工している。

#### 文化施設ゾーン
面積は4.6ha。1999年（平成11年）7月18日に開館したいわき市暮らしの伝承郷を格とする区画。埋蔵文化財や昔のいわき市で用いられた民具などの展示が行われている。ちなみに、当施設の住所はいわき市中央台鹿島町下矢田となっている。

## 近隣施設
- ラパークいわき（ドン・キホーテいわき店を中心とするショッピングセンター）
  - 当公園とは幹線道路を挟んで位置するが、歩道橋（斜張橋）で直結されている。
- 福島県立いわき光洋高等学校
- 医療創生大学

## アクセス
- JR常磐線いわき駅から新常磐交通バスで25分。
- 園内に複数ある駐車場はニュータウン内の幹線道路である福島県道378号高久鹿島線、いわき市道ニュータウン環状線に沿う。